# Domingo Tarasconi
Domingo Alberto Tarasconi (ur. 20 grudnia 1903 w Buenos Aires, zm. 3 lipca 1991 tamże) – argentyński piłkarz, napastnik. Długoletni zawodnik Boca Juniors.
W Boca Juniors grał w latach 1922–1932. Pięciokrotnie był mistrzem kraju (1923, 1924, 1926, 1930 i 1931). Do dziś jest jednym z najskuteczniejszych strzelców historii Boca - w lidze w 218 spotkaniach zdobył 183 gole. Trzykrotnie był królem strzelców rozgrywek (1923, 1924, 1927). W latach 30. grał w Newell's Old Boys, General San Martín, karierę kończył w 1936 w Argentinos Juniors.
Z Argentyny brał udział w igrzyskach w Amsterdamie (srebrny medal) i z 9 trafieniami został królem strzelców piłkarskiego turnieju. Triumfował Copa América 1925. W kadrze grał w latach 1922–1929, w 24 spotkaniach zdobył 18 bramek.